# 西挪威
西挪威（挪威語：Vestlandet），是挪威沿大西洋海岸的地域，包括三個郡：羅加蘭、韦斯特兰郡與默勒-魯姆斯達爾，全區總面積達58,582平方（22,619平方英里），依2008年7月所公告統計結果，人口共有1,237,082人。最大的城市是卑爾根，第二大的城市是斯塔萬格；挪威人有時候會將羅加蘭東南邊部份地區，視為是南挪威的一部份。
西挪威同時也是斯堪的納維亞半島的最西端，潮濕多雨，其中靠近海岸的山區，年平均降水達3,500（138英寸），高峰時一年可達5,000（197英寸），而卑爾根年平均降雨也達2,250（89英寸），潮濕的氣候，主要是受到灣流的影響，也產生了一個比挪威其他地區更溫和的冬天，冬天常見的是下雨而不是下雪。
西挪威另一大特色是使用新挪威語，挪威全國 87%使用新挪威語的人民，居住在西挪威，經嚴格分析，56%居民仍以書面挪威語，特別是都會型居民，而非都會型居民則使用新挪威語為主，新挪威語使用人口比例：松恩-菲尤拉訥佔 97%，默勒-魯姆斯達爾佔54%，羅加蘭佔42%，霍達蘭佔26%。

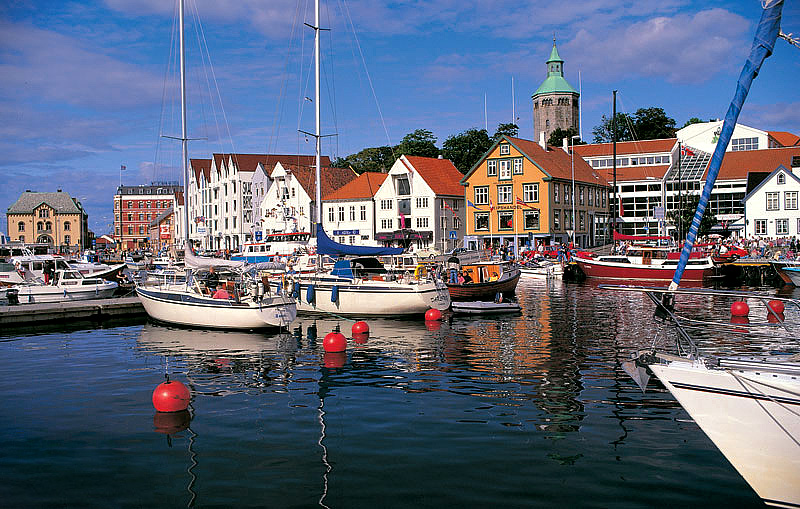
斯塔萬格的港口
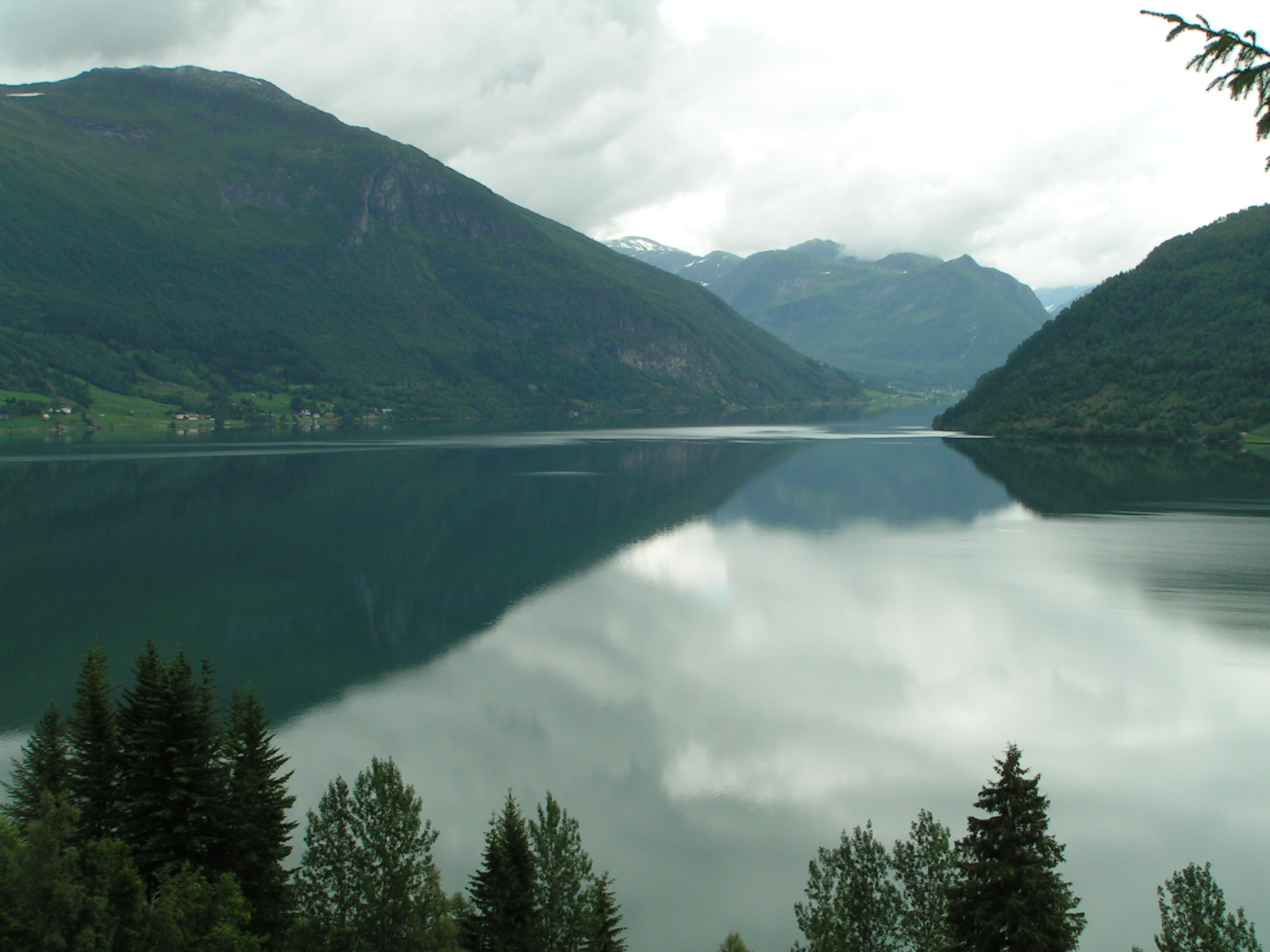
韦斯特兰郡內的 Haukedalsvatnet 湖

## 外部連結
- 维基共享资源上的相關多媒體資源：西挪威
- （英文）Nærøyfjord and Geirangerfjord Unesco world heritage（页面存档备份，存于）
- （英文）Fjords in Western Norway - Startpage